# Нова Полгора
Нова Полгора (словац. Nová Polhora) — село в окрузі Кошиці-околиця Кошицького краю Словаччини. Площа села 2,08 км². Станом на 31 грудня 2016 року в селі проживало 452 жителі.

## Історія
Перші згадки про село датуються 1954 роком.

## Населення
| Рік:            | 1994. | 2004.    | 2014.   | 2024.    |
| --------------- | ----- | -------- | ------- | -------- |
| Кількість осіб: | 360   | 421      | 432     | 548      |
| Різниця:        |       | +16,94 % | +2,61 % | +26,85 % |

| Рік:            | 2023. | 2024.   |
| --------------- | ----- | ------- |
| Кількість осіб: | 528   | 548     |
| Різниця:        |       | +3,78 % |